# Benjamin Tillman

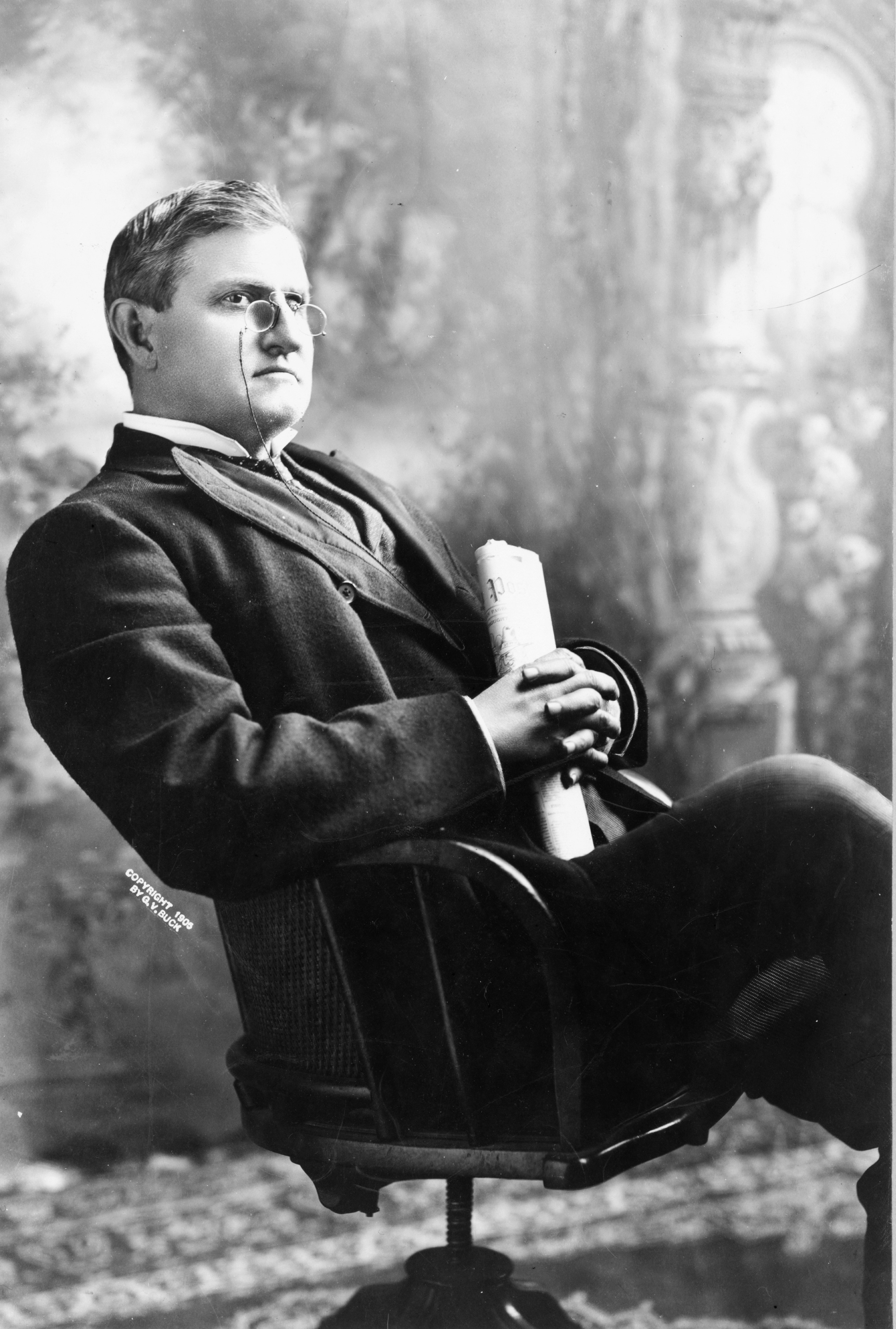
Benjamin Tillman

Benjamin Ryan Tillman (* 11. August 1847 in Trenton, South Carolina; † 3. Juli 1918 in Washington, D.C.) war ein US-amerikanischer Politiker und von 1890 bis 1894 Gouverneur von South Carolina. Anschließend hatte er einen Sitz im Senat der Vereinigten Staaten. Er trug den Spitznamen Pitchfork (Mistgabel). Er war bekennender Rassist, zeitweise Mitglied der White-Supremacist-Terrorgruppe der „Red Shirts“ und verteidigte beispielsweise im Senat das Lynchen von Afroamerikanern.

## Frühe Jahre
Benjamin Tillman stammte aus einer Sklavenhalterfamilie. Der junge Benjamin Tillman, Bruder des Politikers George D. Tillman, brach 1864 die Schule ab, um auf konföderierter Seite am Bürgerkrieg teilzunehmen. Wegen einer Augenkrankheit, die später zum Verlust seines linken Auges führte, wurde er nicht in die Armee aufgenommen, er schloss sich stattdessen einer marodierenden paramilitärischen Einheit an.
Die folgenden zwanzig Jahre bewirtschaftete er eine große Farm. Dabei half er beim Aufbau einer politischen Vertretung für diesen Berufsstand. Die daraus entstandene Farmers Association wurde in den 1880er Jahren immer einflussreicher. Tillman benutzte diese Bewegung, um seinen politischen Aufstieg zu beschleunigen.

## Gouverneur von South Carolina
Im Jahr 1890 besaß Benjamin Tillman genügend Macht und Einfluss, um sich die Nominierung der Demokratischen Partei für das Amt des Gouverneurs zu sichern. Er gewann die anschließenden Wahlen mit 80 % der Wählerstimmen gegen Alexander Cheves Haskell. Zwei Jahre später wurde er ohne Gegenkandidaten in seinem Amt bestätigt. In seiner insgesamt vierjährigen Amtszeit konnte er einige ökonomische und sozialpolitische Fortschritte in South Carolina erzielen. Der Eisenbahnausschuss konnte die Tarife neu festlegen, und der Haushalt für das Bildungswesen wurde erhöht. Die Arbeitszeit in der baumwollverarbeitenden Industrie wurde auf 66 Stunden pro Woche und 11 Stunden pro Tag gesenkt. Der Staat verschaffte sich durch ein neues Gesetz das Monopol, Alkohol zu verkaufen. In seiner Amtszeit wurden auch das Clemons Agricultural College in Fort Hill und die Winthrop School eröffnet.
Tillman ging in die Geschichte jedoch vor allem als Rassist und Machtpolitiker ein. Er entfernte nach und nach seine Gegner in der Demokratischen Partei und aus Regierungsämtern und besetzte bis 1893 sämtliche Richterstellen mit seinen Gefolgsleuten. Tillman erwies sich als scharfer Gegner der Rassengleichheit und des Wahlrechts der Schwarzen. Die Schwarzen, so erklärte er, müssten den Weißen untergeordnet bleiben oder ausgerottet werden („must remain subordinate or be exterminated“). Er trug 1895 wesentlich dazu bei, die durch den Sezessionskrieg (1861–1865) gewonnenen Rechte für die Afroamerikaner wieder rückgängig zu machen, um diese politisch zu entmachten. Unter anderem wurde den Schwarzen in sogenannten Black codes das Wahlrecht genommen, indem dieses an Bildung und Eigentum gekoppelt wurde.
Als Präsident Theodore Roosevelt 1901 den bekannten Autor und Politiker Booker T. Washington ins Weiße Haus zum Dinner einlud, erklärte Tillman: „Dass Präsident Roosevelt diesen Nigger eingeladen hat, macht notwendig, dass wir gut tausend Nigger im Süden töten müssen, bis sie wieder gelernt haben, wo sie hingehören.“ (“The action of President Roosevelt in entertaining that nigger will necessitate our killing a thousand niggers in the South before they learn their place again.”)

## Weiterer Lebenslauf
Nach dem Ende seiner zweiten Amtszeit als Gouverneur war er seit dem 4. März 1895 bis zu seinem Tod im Juli 1918 im US-Senat in Washington. Dort war er in verschiedenen Ausschüssen wie dem Marineausschuss vertreten. Auch im Senat blieb er seiner rassistischen Haltung treu. So sprach er sich nach dem Amerikanisch-Spanischen Krieg von 1898 gegen die Annexion der Philippinen aus, weil er eine Einwanderungswelle aus diesem Land befürchtete und darin eine Bedrohung der weißen Vorherrschaft sah. Sein Widerspruch blieb allerdings unbeachtet. Tillman starb im Juli 1918 als Senator. Sein Neffe James Tillman (1869–1911) war von 1901 bis 1903 Vizegouverneur von South Carolina.

## Ehrungen
Tillman war zeit seines Lebens stolz auf seine Haltung und wird bis heute in South Carolina von vielen Weißen verehrt. Vor dem Parlamentsgebäude South Carolinas in Columbia steht trotz zahlreicher Proteste aus aller Welt seine 1940 errichtete Statue. Gebäude der Winthrop University und der Clemson University sind nach ihm benannt.